# Žebříček FIFA
Žebříček FIFA (The FIFA/Coca-Cola World Ranking) je oficiální žebříček fotbalových reprezentací, které jsou členy mezinárodní konfederace FIFA. Na jeho čele se momentálně nachází Argentina. Národní reprezentace, jejichž asociace jsou členy FIFA (Fédération Internationale de Football Association), jsou bodovány na základě výsledků s nejlepšími reprezentacemi světa. Myšlenka žebříčku přišla na svět v prosinci 1992 (v platnosti od ledna 1993) a od této chvíle se na jejím čele vystřídalo osm reprezentací (Argentina, Brazílie, Francie, Německo, Itálie, Nizozemsko, Španělsko a Belgie), z nichž nejvíce času na něm strávila Brazílie.
|                              |             |      |
| Žebříček k 18. července 2024 |             |      |
| Pozice                       | Tým         | Body |
| 1                            | Argentina   | 1860 |
| 2                            | Francie     | 1837 |
| 3                            | Španělsko   | 1835 |
| 4                            | Anglie      | 1812 |
| 5                            | Brazílie    | 1785 |
| 6                            | Belgie      | 1772 |
| 7                            | Nizozemsko  | 1758 |
| 8                            | Portugalsko | 1741 |
| 9                            | Kolumbie    | 1727 |
| 10                           | Itálie      | 1714 |
| 11                           | Uruguay     | 1713 |
| 12                           | Chorvatsko  | 1701 |
| 13                           | Německo     | 1686 |
| 14                           | Maroko      | 1669 |
| 15                           | Švýcarsko   | 1654 |
| 16                           | USA         | 1641 |
| 17                           | Mexiko      | 1635 |
| 18                           | Japonsko    | 1628 |
| 19                           | Senegal     | 1623 |
| 20                           | Írán        | 1611 |
|                              |             |      |
| 42                           | Česko       | 1473 |

Bodovací systém stojí na základě, který se opírá o zápasy zaštiťované konfederací FIFA. Právě a jedině z těchto utkání vzejdou výsledky a následně body, z nichž je žebříček sestaven. Obsahuje utkání za poslední 4 roky s tím, že novější výsledky mají větší váhu při vytváření žebříčku než duely z předchozích let. Zápasy také mají různou „důležitost“, s čímž počítá i žebříček.
Zatím poslední změna v určování žebříčku přišla po MS 2006, s prvním vydáním 12. července 2006. Nejvýznamnější změnou je, že nyní je postaven na výsledcích z předchozích 4 let namísto původních osmi. Důvodem byl především fakt, že osmiletý cyklus nedokázal přesně vyjádřit momentální sílu jednotlivých národních reprezentací.
Alternativní žebříčkové systémy, jako je například World Football Elo Ratings, postavené na bodovacím systému Rating Elo, využívají k sestavování žebříčku delší časové osy, popřípadě celou dosavadní historii. Najít je můžeme třeba v šachách nebo ve hře Go.

## Historie
V prosinci 1992 publikovala FIFA poprvé listinu, v níž určila pořadí svých členů, jejichž reprezentace seřadila podle jejich relativní síly. Od srpna 1993 bylo toto pořadí pravidelně aktualizováno a nový žebříček vychází každý měsíc. Od této chvíle FIFA žebříčkový systém dvakrát upravila. V lednu 1999 a v červenci 2006 tím reagovala na kritiku, že žebříček špatně vypovídá a momentální síle týmů.
Historické záznamy žebříčku, tak jak jsou uvedeny na FIFA.com, používají pro výpočty stávající metodu, přestože byla zavedena až v roce 2006. V červenci 2006 byl žebříček retrospektivně přepočítán právě podle nynější metody. Mezitím se FIFA rozrostla z původních 167 členů (při založení žebříčku) na stávajících 208. V žebříčku je momentálně všech 208 členů.

### Úpravy v roce 1999
Když byl žebříček uveden na svět, bodování bylo velmi jednoduché a neefektivní. V zápasech zaštiťovaných konfederací FIFA se třemi body bodovala výhra a jedním bodem remíza, tak jak je tomu běžné ve fotbalových ligách. V úvahu nebyla brána důležitost utkání ani síla soupeře. Aby byl žebříček schopný vypovídat o skutečné kvalitě a síle jednotlivých reprezentací a následné objektivitě žebříčku, muselo dojít k řadě změn. Zde jsou ty nejvýznamnější:
- bodování bylo postaveno na 10 odlišných faktorech
- do výpočtu byly mimo jiné zahrnuty:
  - počet vstřelených a obdržených branek
  - zdali se utkání konalo na domácím či venkovním hřišti
  - význam utkání, která byla odehrána
  - regionální síla (viz níže)
- počet bodů, udělovaný za výhru či remízu, nemusel být pro každého stejný
- body byli oceňováni i poražení

Zároveň byla zavedena i ocenění pro nejlepší týmy:
- Reprezentační tým roku
- Skokan roku

Systémové změny učinily žebříček více komplikovaným, ale zároveň přesnějším a komplexnějším.

### Systémové změny žebříčku 2006
O druhé, a dosud poslední, novelizaci systému žebříčku rozhodla FIFA během Mistrovství světa ve fotbale 2006. Období, které je zahrnuto do kalkulace žebříčku, bylo zkráceno z osmi na pouhé čtyři roky. Metoda určená k bodovému výpočtu byla lehce zjednodušena. Byl zrušen význam vstřelených/ obdržených branek i to, zda bylo utkání sehráno na domácím či venkovním hřišti. Bodové ohodnocení ostatních aspektů bylo upraveno. První vydání takto upraveného žebříčku uveřejnila FIFA 12. července 2006.
Hlavním důvodem těchto změn byla sílící kritika předešlého bodovacího systému. Mnoho fotbalových odborníků bylo názoru, že žebříček dostatečně nevypovídal o skutečné síle jednotlivých reprezentací.

### Aktualizace systému 2018
V září 2017 FIFA oznámila, že přezkoumávají systém hodnocení a po skončení kvalifikace na Mistrovství světa v roce 2018 rozhodne, zda budou provedeny nějaké změny, aby se hodnocení zlepšilo. FIFA dne 10. června 2018 oznámila, že systém hodnocení bude aktualizován po finále Mistrovství světa 2018. Metoda výpočtu, která má být přijata, bude po modelování systému Elo důkladně modelována a žebříčky jeho členských asociací budou aktualizovány podle jednotlivých her. Váhy určené pro každou konfederaci pro účely hodnocení budou zrušeny. Nová metodika však nebere rozdíl mezi domácí nebo hostující hrou, na rozdíl od hodnocení Ela.
FIFA měla v úmyslu zavést nový systém hodnocení v červenci 2018, ale kvůli nízkému počtu naplánovaných zápasů v červenci a srpnu, se uvedení odložilo na srpen 2018. Došlo k spekulacím od fotbalových novinářů že byla viděna relativně malá změnu pozic v žebříčku, například Německo – které vypadlo už v základní skupině Mistrovství světa – zůstalo jako nejlépe hodnocený tým. FIFA původně plánovala používat jako počáteční hodnotu počet bodů, které získali týmy od června 2018, ale když se objevily srpnové žebříčky, počáteční body byly změněny počáteční hodnoty na rozdělení mezi 1600 body (Německo jako předchozí tým s nejlepším hodnocením) a 868 bodů (Anguilla, Bahamy, Eritrea, Somálsko, Tonga a Turks a Caicos, které měly v červnu 0 bodů), podle vzorce:
kde R je pozice v červnu 2018. Když dva nebo více týmů měly stejnou pozici, následující tým obdržel další volné místo, např. pokud dva týmy měly R = 11, následující tým měl R = 12, ne 13. Poté se vypočítalo hodnocení podle her hraných po předchozím vydání žebříčku. To vedlo k dramatičtějšímu pozměnění tabulky, přičemž Německo kleslo na 15. místo a Mistři světa z roku 2018, Francie, se posunuli na první místo v žebříčku.

## Vedoucí týmy žebříčku
Systém vešel v platnost v srpnu 1993 a jeho prvním lídrem se stalo Německo. Důvodem byla především účast ve finálových kláních třech předchozích podniků Mistrovství světa, z nichž to poslední skončilo pro Německo vítězstvím a třetím titulem mistra světa. Během Kvalifikace na Mistrovství světa 1994 se do čela dostala Brazílie, především díky tomu, že zvítězila v 8 z 9 utkání kvalifikace. Poté se na krátkou dobu dostala do čela Itálie, ale ve vedení ji brzo vystřídalo opět Německo. Během prvního roku existence se čelo žebříčku měnilo hned šestkrát.
Významným zlomem bylo Mistrovství světa 1994. V jeho průběhu se do čela ještě (do roku 2014 naposledy) dostalo Německo, ale po finálovém utkání obsadila první místo na téměř 7 let (doposud nejdelší doba) Brazílie. Z čela ji zprvu nesesadilo ani vítězství Francie na Mistrovství světa 1998 i Mistrovství Evropy 2000, ale o rok později jí nakonec vedoucí příčku přepustila. Vítězství na Mistrovství světa 2002 však znovu katapultovalo do čela žebříčku Brazílii, kde setrvala až do února roku 2007.
Tehdy jí poprvé od roku 1993 sesadila Itálie, která triumfovala na německém Mistrovství světa 2006. O pouhý měsíc později byla překonána Argentinou, která se na čele vyskytla poprvé. Itálie se však vrátila už v dubnovém vydání. Po vítězství v červencové Copa América 2007 ovládla první post Brazílie, ale v říjnu ji sesadila Argentina, a tentokrát zde zůstala 10 měsíců. V červenci 2008 totiž započala střídavá vláda Španělska. Vítěz tří po sobě jdoucích velkých akcí, kterými bylo Mistrovství Evropy 2008, Mistrovství světa 2010 a Mistrovství Evropy 2012, opustil od této chvíle vedoucí postavení na celkem 7 měsíců. Dvakrát ho nakrátko sesadila Brazílie a v srpnu 2011 se to poprvé a na pouhý jeden měsíc podařilo i Nizozemsku.
V červenci 2014 se Německo ujalo vedení po dlouhých 20 letech, když zvítězilo na Mistrovství světa v roce 2014. V červenci 2015 se dostala Argentina poprvé na první místo od roku 2008, poté, co dosáhla finále Mistrovství světa a finále Copy America 2015. V listopadu 2015 se poprvé stala lídrem v žebříčku FIFA Belgie poté, co dokončila kvalifikaci na Euro 2016. Belgie vedla žebříčku až do dubna 2016, kdy se Argentina vrátila na vrchol. Dne 6. dubna 2017 se Brazílie poprvé vrátila na první místo od Mistrovství světa v roce 2010, ale Německo získalo první místo zpátky v červenci poté, co vyhrálo Pohár konfederací.
V létě roku 2018 FIFA aktualizovala svůj ratingový systém přijetím ratingového systému Elo. První žebříček tohoto systému, v srpnu 2018, dostal Francii poprvé po téměř 16 letech na první místo, když vyhrála Mistrovství světa 2018. O měsíc později byly dva týmy na děleném prvním, protože Belgie dosáhla stejného postavení jako Francie. To trvalo jen jeden měsíc a od září 2018 do současnosti (do června 2020) vede Belgie v žebříčku FIFA.

## Využití žebříčku v praxi
Žebříček využívá FIFA k určení pořadí a momentální relativní síly národních týmů, jejichž asociace jsou jejími členy. Navíc je používán jako jedna z možností rozdělení do losovacích košů při losech významných turnajů apod. Při Kvalifikaci na Mistrovství světa ve fotbale 2010 byl využit květnový žebříček při turnaji zón CONCACAF, červencový při nasazení v zóně CAF, a UEFA využila speciální žebříček z listopadu 2007 k nasazení do losovacích košů.
V říjnu 2009 bylo pořadí v žebříčku využito při nasazování do losovacích košů při losu závěrečného turnaje Mistrovství světa ve fotbale 2010.
V březnu 2011 zas pomohl žebříček při nasazování do Afrického šampionátu do 23 let.
Žebříčky obyčejně pomáhají při určování nerozhodných výsledků, když selžou předchozí porovnávací možnosti jako skóre, vstřelené góly apod.

## Kritika systému
Od samého počátku, v roce 1992, byl světový žebříček FIFA předmětem mnoha debat a sporů mezi jeho příznivci a odpůrci. Hlavním důvodem byla údajná neobjektivita v kalkulaci žebříčkových bodů a žebříček nezobrazoval skutečnou sílu některých reprezentačních týmů. Například Norsko se přes absenci výraznějších úspěchů ocitlo v říjnu 1993 a v červenci a srpnu 1995 na druhém místě, podobně jako Spojené státy na 4. místě v roce 2006.
Nicméně kritika nereálnosti a neobjektivnosti žebříčku pokračovala i po změnách výpočetních modelů v roce 2006. Izraelská fotbalová reprezentace poskočila v listopadu 2008 až na 15. místo, což vzbudilo údiv i v domácím tisku. Tým měl navíc obrovskou šanci proniknout do TOP 10, ale ztráta s podprůměrným Lotyšskem tuto šanci nakonec zhatila. O nereálnosti umístění hovoří i fakt, že tým obsadil v kvalifikaci na Mistrovství Evropy až čtvrté, nepostupové místo ve skupině.
Přesto všechno kritiky po zavedením systémových změn v červenci 2006 výrazně ubylo. Před tím směřovala kritika odborníků především na osmiletou periodu, kterou žebříček reflektoval. Aktuální forma a výkonnost týmů tím byla upozaděna před jejich historickými úspěchy. To se tedy v roce 2006 změnilo, ale tentokrát počala kritika zastánců starého systému. V novém modelu prý není brána v potaz historická úspěšnost té které reprezentace. Řešení nabídla sama FIFA, která se postavila za vznik nového žebříčku s názvem World Football Elo Ratings, který bral v potaz celou dosavadní úspěšnost reprezentací.

## Výpočetní metoda 2006–2018
Po Mistrovství světa 2006 přišla dlouho očekávaná revize výpočetní metody pro zisk bodů do žebříčku. Nový postup měl, kromě zlepšení reflexe kvalit týmů, celý výpočetní proces zjednodušit. Jako reakce na předchozí kritiky médií, byl nový systém dlouho zkoumán a vylepšován tak, aby co nejlépe odrážel žádaná fakta. Výzkumu se účastnilo mnoho odborníků i dalších zaměstnanců FIFA, aby 7. prosince 2005 na zasedání v německém Lipsku mohl být nový systém výkonným vedením FIFA představen. Největšími změnami bylo zjednodušení výpočtu a zrušení aspektu rozlišování domácího/ venkovního zápasu.
Nový systém, stejně jako ten předchozí, musí počítat s rozdílnými možnostmi jednotlivých členů, kteří neodehrají stejný počet utkání, nepotkají stejně silné soupeře a podobně. Proto byly vyčleněny čtyři nejdůležitější faktory pro výpočet. Jsou to následující:
- Výsledek utkání
- Postavení utkání
- Síla soupeře
- Regionální síla

| Aktuální bodový zisk týmů se mění každý měsíc, protože systém počítá s různou vahou bodového zisku ve dvanáctiměsíčních periodách. Aby bylo možné vůbec žebříček sestavit, jsou tyto periody zvlášť zprůměrovány, vždy na jeden zápas! Viz Výpočet bodů do žebříčku. |

### Ohodnocení výsledku utkání
V předchozích letech způsobila složitost systému přidělování bodů, založeném výhradně na síle soupeře, že slabší týmy získávaly velké množství bodů za vítězství nad silnějšími soupeři. S tím se snáze posouvali vzhůru celým žebříčkem, který pak nevypovídal dostatečně o kvalitách jednotlivých reprezentací. S novým systémem je vše mnohem jednodušší: vítěz zápasu dostane 3 body, poražený žádný. V případě remízy dostanou oba týmy po bodu. Takový systém se používá ve většině ligových soutěží světa.
V případě, že duel dojde do penaltového rozstřelu, což se může stát pouze na vrcholných akcích, získává vítěz rozstřelu dva body, poražený pak jeden bod.
| Výsledek                         | Body |
| -------------------------------- | ---- |
| Výhra (mimo penaltový rozstřel)  | 3    |
| Výhra (penaltový rozstřel)       | 2    |
| Remíza                           | 1    |
| Prohra (penaltový rozstřel)      | 1    |
| Prohra (mimo penaltový rozstřel) | 0    |

Ve vyřazovacím systému, hraném na dvě utkání, je výsledek ohodnocen asi takto: Pokud tým prohraje první duel 0–2 a druhý duel po výsledku 2–0 dospěje až do vítězného penaltového rozstřelu, získává z obou duelů dohromady pouze 2 body. Tým, který v prvním duelu zvítězil a na penalty byl vyřazen, získává z prvního duelu 3 body.

### Postavení utkání (status)
Různé zápasy mají pro reprezentační týmů různou důležitost. Proto je FIFA rozdělila do čtyř kategorií, podle jejich důležitosti. Nejvyšší důležitost, a tím i nejvyšší koeficient (4,0), mají duely na závěrečném turnaji Mistrovství světa ve fotbale. Poté následují, s koeficientem 3,0, finálové turnaje Kontinentálních mistrovství* spolu s Konfederačním pohárem FIFA. Nejnižší koeficient, a to 1,0, mají mezinárodní přátelská utkání pod záštitou FIFA. Ta si je taktéž vědoma faktu, že přátelská utkání tvoří více než polovinu všech reprezentačních utkání. Zároveň s tím prohlásila, že nemá v úmyslu nijak zvýhodňovat týmy, které se přímo kvalifikují na závěrečné turnaje. To se týká především pořadatelů.
Postavení utkání je rozděleno do těchto 4 kategorií:
| Postavení utkání                                              | Koeficient |
| ------------------------------------------------------------- | ---------- |
| Přátelské utkání                                              | x 1,0      |
| Kvalifikace na Mistrovství světa a Kontinentální mistrovství* | x 2,5      |
| Kontinentální mistrovství* a Konfederační pohár FIFA          | x 3,0      |
| Mistrovství světa                                             | x 4,0      |

- (*) Kontinentální mistrovství: Mistrovství Evropy, Copa América, Africký pohár národů, Mistrovství Asie ve fotbale, Zlatý pohár CONCACAF, Oceánský pohár národů

### Síla soupeře
Vítězství nad silnějším soupeřem je pochopitelně lépe hodnoceno než vítězství nad soupeřem slabším. Tento faktor je tedy spolu s výsledkem utkání jedním ze dvou základních pilířů výpočetního systému pro bodové ohodnocení.
Rozdíl oproti předchozímu systému je tento; původní systém používal pro hodnocení síly soupeře bodový rozdíl v žebříčku, zatímco nový systém používá pro výpočet aktuální postavení v žebříčku.
Výpočetní vzorec
{\displaystyle {\text{Koeficient síly soupeře}}={\frac {200-{\text{pozice v žebříčku}}}{100}}}
Výjimkou je světová #1, která má koeficient 2,00. Týmy na horším než 150. místě v žebříčku mají minimální koeficient 0,50.
- Příklad 1: soupeřící tým je na 8. místě v žebříčku FIFA:
{\displaystyle {\frac {200-8}{100}}=1,92}
čili koeficient jeho síly je 1,92
- Příklad 2: soupeřící tým je na 125. místě v žebříčku FIFA:
{\displaystyle {\frac {200-125}{100}}=0,75}
čili koeficient jeho síly je 0,75
- Příklad 3: soupeřící tým je na dosavadním 188. místě v žebříčku FIFA: 
soupeři na nižším než 150. místě žebříčku mají minimální koeficient síly 0,50

Pozice v žebříčku, pro výpočet koeficientu síly, je odvozena z nejčerstvějšího vydání žebříčku.
Žebříčky zveřejněné před červencem 2006 jsou pouze historického charakteru a nejsou nijak využívány pro sestavování nových žebříčků.
Namísto toho byly žebříčky od roku 1996 přepracovány a přepočítány dle aktuální výpočetní metody.
Zde můžete vidět detailní výpočet bodového zisku pro vedoucí týmy žebříčku v říjnu roku 2007.

### Regionální síla
Posledním z uvažovaných faktorů je regionální síla soupeře. Po Mistrovství světa ve fotbale 2006 stanovila FIFA tento faktor, aby odlišila význam jednotlivých regionů. Těm byl přidělen koeficient v rozmezí od 0,85 do 1,00 (85 % – 100 %). O tom, jaký koeficient je jednotlivým konfederacím přidělen, rozhoduje úspěšnost a relativní síla jejich zástupců na posledních třech podnicích Mistrovství světa. Vývoj jejich koeficientů vypadal takto:
| Konfederace                                             | Po MS 2010 | Po MS 2006 | Před a během MS 2006 |
| ------------------------------------------------------- | ---------- | ---------- | -------------------- |
| UEFA (Evropa)                                           | 1,00       | 1,00       | 1,00                 |
| CONMEBOL (Jižní Amerika)                                | 1,00       | 0,98       | 1,00                 |
| CONCACAF (Severní a Střední Amerika + Karibské ostrovy) | 0,88       | 0,85       | 0,88                 |
| AFC (Asie)                                              | 0,86       | 0,85       | 0,85                 |
| CAF (Afrika)                                            | 0,86       | 0,85       | 0,85                 |
| OFC (Oceánie)                                           | 0,85       | 0,85       | 0,85                 |

Pro výpočet se použije průměr regionální síly obou soupeřů. Matematicky takto:
{\displaystyle {\text{Regionální síla}}={\frac {{\text{Koeficient Týmu 1}}+{\text{Koeficient Týmu 2}}}{2}}}
Po Mistrovství světa ve fotbale 2006 změnila FIFA, bez účasti veřejnosti, výpočetní formuli pro stanovení regionální síly, což vyvolalo nelibé reakce.
Regionální síla pro konfederaci AFC byla upravena v srpnu 2011, a to z 0,85 na 0,86.

### Kalkulované období
Do žebříčku jsou započítány duely sehrané během posledních 4 let (48 měsíců), ale váha (koeficient) jejich významu se s plynoucím časem postupně snižuje. Během prvních 12 měsíců se počítá 100 % bodového zisku, poté následujícím způsobem klesá:
| Datum utkání                    | Koeficient |
| ------------------------------- | ---------- |
| Posledních 12 měsíců            | × 1,0      |
| 12–24 měsíců od uplynutí utkání | × 0,5      |
| 24–36 měsíců od uplynutí utkání | × 0,3      |
| 36–48 měsíců od uplynutí utkání | × 0,2      |

### Konečný výpočetní vzorec pro utkání
Celkový bodový zisk je vynásoben 100, aby v celkovém hodnocení figurovala přehlednější čísla.
{\displaystyle {\text{Body}}=100\times \left({\text{Výsledek utkání}}\times {\text{Postavení utkání}}\times {\text{Síla soupeře}}\times {\text{Regionální síla}}\right)}
| Bodové zisky všech utkání, odehraných během jednoho roku, jsou zprůměrovány. Poté jsou ohodnoceny dle kalkulovaného období a nakonec sečteny poslední 4 roky, z čehož vzejde konečné číslo do žebříčku. |

### Příklady
Následující příklady jsou pouze hypotetické a uvedené zápasy se nesehrály. Pro potřeby výpočtů předpokládejme, že byly odehrány během posledních 12 měsíců:
- Argentina je momentálně 2. tým žebříčku a patří do konfederace XYZ (regionální síla 1,0);
- Barbados je momentálně 188. tým žebříčku a patří do konfederace ABC (regionální síla 0,88);
- Chile je momentálně 39. tým žebříčku a patří do konfederace QRS (regionální síla 0,98);
- Džibutsko je momentálně 30. tým žebříčku a patří do konfederace HIJ (regionální síla 0,94).

Argentina a Barbados spolu sehráli mezinárodní přátelské utkání (MPU) v rámci konfederace FIFA. Duel skončil 2–1.
| Zápas                                        | Tým                | Výsledek | Postavení utkání | Síla soupeře | Regionální síla | Body  |
| -------------------------------------------- | ------------------ | -------- | ---------------- | ------------ | --------------- | ----- |
| Argentina—Barbados (přátelské) Výsledek: 2–1 | Argentina Barbados | 3 0      | 1,0              | 0,50 1,98    | 0,94            | 141 0 |

Barbados nezískal žádné body do žebříčku, protože v utkání prohrál a ostatní faktory se násobily nulou.
Argentinských 141 bodů bylo vypočítáno takto:
- 3 body za vítězství;
- koeficient 1,0 za postavení utkání (přátelské);
- koeficient 0,50 za sílu soupeře (Barbados je 188. v žebříčku, čili se na něj vztahuje minimum 0,50);
- koeficient 0,94 za regionální sílu (průměrná síla konfederací obou týmů);
- vynásobeno × 100.

Více příkladů:
| Zápas                                                                      | Tým                | Výsledek | Postavení utkání | Síla soupeře | Regionální síla | Body     |
| -------------------------------------------------------------------------- | ------------------ | -------- | ---------------- | ------------ | --------------- | -------- |
| Argentina—Barbados (přátelské) Výsledek: 1–2                               | Argentina Barbados | 0 3      | 1,0              | 0,50 1,98    | 0,94            | 0 558    |
| Argentina—Barbados (přátelské) Výsledek: 1–1                               | Argentina Barbados | 1        | 1,0              | 0,50 1,98    | 0,94            | 47 186   |
| Argentina—Barbados (Mist. světa) Výsledek: 2–1                             | Argentina Barbados | 3 0      | 4,0              | 0,50 1,98    | 0,94            | 564 0    |
| Argentina—Barbados (Mist. světa) Výsledek: 1–1 (Barbados zvítězil po pen.) | Argentina Barbados | 1 2      | 4,0              | 0,50 1,98    | 0,94            | 188 1488 |
| Argentina—Chile (přátelské) Výsledek: 1–2                                  | Argentina Chile    | 0 3      | 1,0              | 1,61 1,98    | 0,99            | 0 588    |
| Chile—Džibutsko (Kvalifikace na ME) Výsledek: 4–0                          | Chile Džibutsko    | 3 0      | 2,5              | 1,70 1,61    | 0,96            | 1224 0   |
| Chile—Džibutsko (Kvalifikace na ME) Výsledek: 0–1                          | Chile Džibutsko    | 0 3      | 2,5              | 1,70 1,61    | 0,96            | 0 1159   |
| Chile—Argentina (Mist. světa) Výsledek: 0–0 (Argentina zvítězila po pen.)  | Chile Argentina    | 1 2      | 4,0              | 1,98 1,61    | 0,99            | 784 1275 |

Chile získalo za porážku Argentiny více bodů než Barbados, protože duel dosáhl vyššího koeficientu regionální síly.

### Konečný výpočet bodů do žebříčku
- Bodový zisk z utkání odehraných během posledních 12 měsíců se sečte a vydělí počtem odehraných utkání.
- Bodový zisk z utkání odehraných v období mezi 12–24 měsíci se sečte, vydělí počtem zápasů a toto číslo vynásobí ×0,5 (50 %).
- Bodový zisk z utkání odehraných v období mezi 24–36 měsíci se sečte, vydělí počtem zápasů a toto číslo vynásobí ×0,3 (30 %).
- Bodový zisk z utkání odehraných v období mezi 36–48 měsíci se sečte, vydělí počtem zápasů a toto číslo vynásobí ×0,2 (20 %).

Starší výsledky se neberou v potaz.

### Příklad
Pro příklad je uveden skutečný bodový stav týmu Španělska ke 4. červenci 2012.
- Bodový zisk za posledních 12 měsíců:

průměr bodů na 1 zápas = 815,39
- Bodový zisk v období 12–24 měsíců:

průměr bodů na 1 zápas = 871,54 × 0,5 = 435,77
- Bodový zisk v období 24–36 měsíců:

průměr bodů na 1 zápas = 933,07 × 0,3 = 279,92
- Bodový zisk v období 36–48 měsíců:

průměr bodů na 1 zápas = 800,21 × 0,2 = 160,04
Celkový bodový zisk
{\displaystyle {\text{Celkem body}}=\left(815,39+435,77+279,92+160,04=1691,12\right)}
Celkový údaj je zaokrouhlen na 1691 bodů.

## Výpočetní metoda 1999–2006
Podrobnější informace o tomto období naleznete zde:
V lednu 1999 uvedla FIFA do platnosti, jako reakci na četné kritiky, nový výpočetní systém pro zisk bodů do jejího žebříčku. Pro jeho uvedení musela být přepočítána všechna utkání od roku 1993, a to s využitím nových faktorů včetně skóre i místa konání utkání. Počítala se pouze utkání seniorských reprezentací. Ženské a mládežnické reprezentace byly separovány a byly pro ně sestaveny vlastní žebříčky, například FIFA Women's World Rankings (ženský žebříček FIFA). Ženský žebříček byl a stále je postaven na odlišném systému, velmi podobnému mužské verzi Football Elo Ratings (žebříček Elo).

## Výpočetní metoda 1993–1998
Výpočetní vzorec používaný od srpna 1993 do prosince 1998 byl velice jednoduchý a rychlý, protože nebral v potaz žádný z dnešních podpůrných faktorů (síla soupeře, regionální síla). Týmy pouze dostaly 3 body za výhru a 1 bod za remízu.

## Ocenění
Každý rok FIFA uděluje ocenění nejlepším členům, založené na výsledném žebříčku za uplynulý rok. Ocenění jsou celkem dvě, a to v různých kategoriích, které jsou:

### Reprezentační tým roku
Reprezentační tým roku (anglicky: Team of the Year) je ocenění pro reprezentaci země, která zakončí rok na nejvyšším místě žebříčku FIFA.
Následující tabulka uvádí tři nejlepší reprezentace každého ročníku.
| Rok  | 1. místo  | 2. místo   | 3. místo    |
| ---- | --------- | ---------- | ----------- |
| 1993 | Německo   | Itálie     | Brazílie    |
| 1994 | Brazílie  | Španělsko  | Švédsko     |
| 1995 | Brazílie  | Německo    | Itálie      |
| 1996 | Brazílie  | Německo    | Francie     |
| 1997 | Brazílie  | Německo    | Česko       |
| 1998 | Brazílie  | Francie    | Německo     |
| 1999 | Brazílie  | Česko      | Francie     |
| 2000 | Brazílie  | Francie    | Itálie      |
| 2001 | Francie   | Brazílie   | Španělsko   |
| 2002 | Brazílie  | Francie    | Španělsko   |
| 2003 | Brazílie  | Francie    | Španělsko   |
| 2004 | Brazílie  | Francie    | Argentina   |
| 2005 | Brazílie  | Česko      | Nizozemsko  |
| 2006 | Brazílie  | Itálie     | Argentina   |
| 2007 | Argentina | Brazílie   | Itálie      |
| 2008 | Španělsko | Německo    | Nizozemsko  |
| 2009 | Španělsko | Brazílie   | Nizozemsko  |
| 2010 | Španělsko | Nizozemsko | Německo     |
| 2011 | Španělsko | Nizozemsko | Německo     |
| 2012 | Španělsko | Německo    | Argentina   |
| 2013 | Španělsko | Německo    | Argentina   |
| 2014 | Německo   | Argentina  | Kolumbie    |
| 2015 | Belgie    | Argentina  | Španělsko   |
| 2016 | Argentina | Brazílie   | Německo     |
| 2017 | Německo   | Brazílie   | Portugalsko |
| 2018 | Belgie    | Francie    | Brazílie    |
| 2019 | Belgie    | Francie    | Brazílie    |
| 2020 | Belgie    | Francie    | Brazílie    |
| 2021 | Belgie    | Brazílie   | Francie     |

- (*) Průměr nejlepších sedmi utkání reprezentace v tomto roce.

### Skokan roku
Ocenění Skokan roku (anglicky: The Best Mover of the Year) je ocenění udělované reprezentačnímu týmu, který v uplynulém roce zaznamenal nejvyšší vzestup v žebříčku FIFA. Ovšem není to tak jednoduché, jak by se mohlo zdát. K zisku skokana roku, nestačí reprezentaci jen posun o největší počet míst. Aby se zohlednila obtížnost posunu pro týmy z vyšších pater žebříčku, je i zde použita speciální kalkulace. Ta vypadá asi takto; počet bodů, které má tým na konci roku, se násobí počtem bodů, které tým během roku získal. Reprezentace s nejvyšším číslem získává ocenění skokan roku (The Best Mover of the Year).
Ocenění je oficiálně předáváno až od roku 2006.
| Rok  | 1. místo              | 2. místo            | 3. místo          |
| ---- | --------------------- | ------------------- | ----------------- |
| 1993 | Kolumbie              | Portugalsko         | Maroko            |
| 1994 | Chorvatsko            | Brazílie            | Uzbekistán        |
| 1995 | Jamajka               | Trinidad a Tobago   | Česko             |
| 1996 | Jihoafrická republika | Paraguay            | Kanada            |
| 1997 | Jugoslávie            | Bosna a Hercegovina | Írán              |
| 1998 | Chorvatsko            | Francie             | Argentina         |
| 1999 | Slovinsko             | Kuba                | Uzbekistán        |
| 2000 | Nigérie               | Honduras            | Kamerun           |
| 2001 | Kostarika             | Austrálie           | Honduras          |
| 2002 | Senegal               | Wales               | Brazílie          |
| 2003 | Bahrajn               | Omán                | Turkmenistán      |
| 2004 | Čína                  | Uzbekistán          | Pobřeží slonoviny |
| 2005 | Ghana                 | Etiopie             | Švýcarsko         |
| 2006 | Itálie                | Německo             | Francie           |

Po oficializaci tohoto ocenění v roce 2006 vydala FIFA v následujícím roce oficiální žebříček skokanů roku, který od té chvíle pravidelně vychází. Nicméně se změnou bodového systému musela být pozměněna i metodika výpočtu pro tuto soutěž. Proto se i zde systém zjednodušil.
| Rok  | Skokan roku | 2. místo     | 3. místo            |
| ---- | ----------- | ------------ | ------------------- |
| 2007 | Mosambik    | Norsko       | Nová Kaledonie      |
| 2008 | Španělsko   | Černá Hora   | Rusko               |
| 2009 | Brazílie    | Alžírsko     | Slovinsko           |
| 2010 | Nizozemsko  | Černá Hora   | Botswana            |
| 2011 | Wales       | Sierra Leone | Bosna a Hercegovina |
| 2012 | Kolumbie    | Ekvádor      | Mali                |
| 2013 | Ukrajina    | Arménie      | USA                 |
| 2014 | Německo     | Slovensko    | Belgie              |
| 2015 | Turecko     | Maďarsko     | Nikaragua           |
| 2016 | Francie     | Peru         | Polsko              |
| 2017 | Dánsko      | Švédsko      | Bolívie             |
| 2018 | Francie     | Uruguay      | Kosovo              |
| 2019 | Katar       | Alžírsko     | Japonsko            |

## Rozpis aktualizace žebříčku

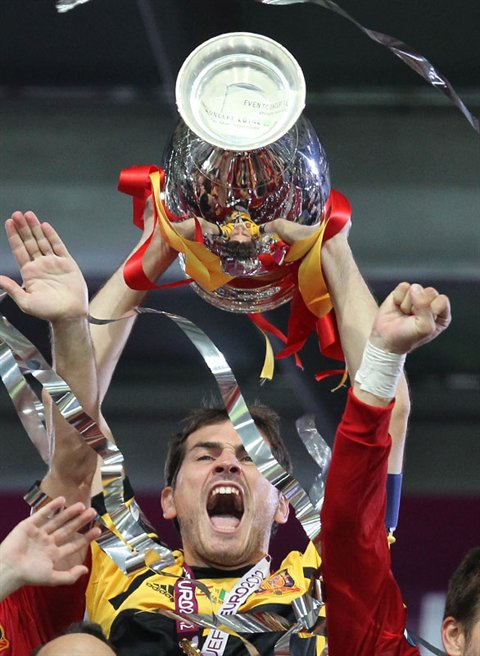
První místo v žebříčku si ke 4. červenci 2012 upevnilo Španělsko, které zvítězilo na EURO 2012 a získalo titul z třetí velké akce v řadě.

Žebříček je publikován měsíčně, obvykle ve středu. Uzávěrka pro výpočet aktuálního žebříčku je v takovém případě předešlý čtvrtek, ale při pořádání hlavních turnajů (Mistrovství světa, Mistrovství Evropy, Copa América, atd.) je žebříček vydán až po odehrání finálového utkání.
| Datum vydání |
| ------------ |
| 20. únor     |
| 9. duben     |
| 11. červen   |
| 16. červenec |
| 17. září     |
| 22. říjen    |
| 26. listopad |
| 10. prosinec |